# Euploea rileyi
Euploea rileyi är en fjärilsart som beskrevs av Edward Bagnall Poulton 1924. Euploea rileyi ingår i släktet Euploea och familjen praktfjärilar. Inga underarter finns listade i Catalogue of Life.